# Кантианство
Кантиа́нство (нем. Kantianismus) — система критической философии, разработанная Иммануилом Кантом, а также другие философские системы, возникшие под влиянием его идей.

## Идеи Канта

### Гносеология
Кант отвергал догматический способ познания и считал, что вместо него нужно взять за основу метод критического философствования, сущность которого заключается в исследовании самого разума, границ, которые может достичь разумом человек, и изучении отдельных способов человеческого познания.
Главным философским произведением Канта является «Критика чистого разума». Исходной проблемой для Канта является вопрос «Как возможно чистое знание?». Прежде всего, это касается возможности чистой математики и чистого естествознания («чистый» здесь означает «неэмпирический», априорный, или внеопытный). Указанный вопрос Кант формулировал в терминах различения аналитических и синтетических суждений — «Как возможны синтетические суждения априори?». Под «синтетическими» суждениями Кант понимал суждения с приращением содержания по сравнению с содержанием входящих в суждение понятий. Эти суждения Кант отличал от аналитических суждений, которые не привносят никакой новой информации о предмете. Аналитические и синтетические суждения различаются тем, вытекает ли содержание предиката суждения из содержания его субъекта (таковы аналитические суждения) или, наоборот, добавляется к нему «извне» (таковы синтетические суждения). Термин «априори» (a priori — из предшествующего) означает суждение вне опыта, в противоположность термину «апостериори» (a posteriori — из последующего), когда суждение выводится из опыта. Так Кант пришёл к типологизации:
| суждения      | аналитические                                          | синтетические |
| ------------- | ------------------------------------------------------ | --- |
| апостериорные | невозможны                                             | например: «некоторые тела тяжелы» |
| априорные     | например: «квадрат имеет четыре угла»«тела протяжённы» | например: «прямая есть кратчайшее расстояние между двумя точками»«во всех телесных изменениях количество материи остаётся неизменным» |

Аналитические суждения всегда априорны: опыт для них не нужен, поэтому апостериорных аналитических суждений не бывает. Соответственно, опытные (апостериорные) суждения всегда синтетичны, поскольку их предикаты черпают из опыта содержание, которого не было в предмете суждения. Что касается априорных синтетических суждений, то они, согласно Канту, входят в состав математики и естествознания. Благодаря априорности, эти суждения содержат всеобщее и необходимое знание, то есть такое, которое невозможно извлечь из опыта; благодаря синтетичности, такие суждения дают прирост знания:30−37.
Кант, вслед за Юмом, соглашается, что если наше познание начинается с опыта, то его связь — всеобщность и необходимость — не из него. Однако, если Юм из этого делает скептический вывод о том, что связь опыта является всего лишь привычкой, то Кант эту связь относит к необходимой априорной деятельности разума (в широком смысле). Выявление этой деятельности разума в отношении опыта Кант называет трансцендентальным исследованием. «Я называю трансцендентальным… познание, занимающееся не столько предметами, сколько видами нашего познания предметов…», — пишет Кант:29−30, 37−40.
Кант не разделял безграничной веры в силы человеческого разума, называя эту веру догматизмом. Кант, по его словам, совершил Коперниканский переворот в философии — первым указал, что для обоснования возможности знания следует исходить из того, что не наши познавательные способности соответствуют миру, а мир должен сообразовываться с нашими способностями, чтобы вообще могло состояться познание. Иначе говоря, наше сознание не просто пассивно постигает мир как он есть на самом деле (Кант называл это догматизмом), но разум является активным участником становления самого мира, данного нам в опыте. Опыт по сути есть синтез того чувственного содержания («материи»), которое даётся миром (вещей в себе) и той субъективной формы, в которой эта материя (ощущения) постигается сознанием. Единое синтетическое целое материи и формы Кант и называет опытом, который по необходимости является субъективным. Именно поэтому Кант различает мир как он есть сам по себе (то есть вне формирующей деятельности разума) — вещь-в-себе, и мир как он дан в явлении, то есть в опыте:40—43, 47, 56—57, 61, 65, 75.
В опыте выделяются два уровня формообразования (активности) субъекта. Во-первых, это априорные формы чувства (чувственного созерцания)— пространство (внешнее чувство) и время (внутреннее чувство). В созерцании чувственные данные (материя) осознаются нами в формах пространства и времени, и тем самым опыт чувства становится чем-то необходимым и всеобщим. Это чувственный синтез. На вопрос, как возможна чистая, то есть теоретическая, математика, Кант отвечает: она возможна как априорная наука на основе чистых созерцаний пространства и времени. Чистое созерцание (представление) пространства лежит в основе геометрии (трёхмерность: например, взаиморасположение точек и прямых и других фигур), чистое представление времени — в основе арифметики (числовой ряд предполагает наличие счёта, а условием для счёта является время):47—52.
Во-вторых, благодаря категориям рассудка связываются данности созерцания. Это рассудочный синтез. Рассудок, согласно Канту, имеет дело с априорными категориями, которые суть «формы мышления». Путь к синтезированному знанию лежит через синтез ощущений и их априорных форм — пространства и времени — с априорными категориями рассудка. «Без чувственности ни один предмет не был бы нам дан, а без рассудка ни один нельзя было бы мыслить» (Кант). Познание достигается путём соединения созерцаний и понятий (категорий) и представляет собой априорное упорядочение явлений, выражающееся в конструировании предметов на основе ощущений:57, 59—61.
Кант выделяет 12 категорий рассудка:61—64:
1. категории количества
  1. единство
  2. множество
  3. цельность
2. категории качества
  1. реальность
  2. отрицание
  3. ограничение
3. категории отношения
  1. субстанция и принадлежность
  2. причина и следствие
  3. взаимодействие
4. категории модальности
  1. возможность и невозможность
  2. существование и несуществование
  3. необходимость и случайность

Чувственный материал познания, упорядоченный посредством априорных механизмов созерцания и рассудка, становится тем, что Кант называет опытом. На основе ощущений (которые можно выразить констатациями типа «это жёлтое» или «это сладкое»), которые оформляются через время и пространство, а также через априорные категории рассудка, возникают суждения восприятия: «камень тёплый», «солнце круглое», затем — «солнце светило, а потом камень стал тёплым», и далее — развитые суждения опыта, в которых наблюдаемые объекты и процессы подведены под категорию причинности: «солнце вызвало нагревание камня» и т. д. Понятие опыта у Канта тесно связан с понятием природы: «…природа и возможный опыт — совершенно одно и то же»:61, 65—66.
Основой всякого синтеза является, согласно Канту, трансцендентальное единство апперцепции («апперцепция» — термин Лейбница). Это — логическое самосознание, «порождающее представление я мыслю, которое должно иметь возможность сопровождать все остальные представления и быть одним и тем же во всяком сознании». Как пишет И. С. Нарский, трансцендентальная апперцепция Канта — это «принцип постоянства и системной организации действия категорий, вытекающей из единства применяющего их, рассуждающего „я“. (…) Она есть общая для… эмпирических „я“ и в этом смысле объективная логическая структура их сознания, обеспечивающая внутреннее единство опыта, науки и природы»:67—70.
В «Критике» много места уделяется тому, как представления подводятся под понятия рассудка (категории). Здесь решающую роль играют способность суждения, воображение и рассудочный категориальный схематизм. Согласно Канту, между созерцаниями и категориями должно быть посредствующее звено, благодаря которому абстрактные понятия, каковыми являются категории, оказываются способными организовывать чувственные данные, превращая их в законосообразный опыт, то есть в природу. Посредником между мышлением и чувственностью у Канта выступает продуктивная сила воображения. Эта способность создаёт схему времени как «чистого образа всех предметов чувств вообще». Благодаря схеме времени существует, например, схема «множественности» — число как последовательное присоединение друг к другу единиц; схема «реальности» — бытие предмета во времени; схема «субстанциальности» — устойчивость реального предмета во времени; схема «существования» — наличие предмета в определённое время; схема «необходимости» — наличие некоего предмета во всякое время. Продуктивной силой воображения субъект, по Канту, порождает основоположения чистого естествознания (они же — наиболее общие законы природы). Согласно Канту, чистое естествознание есть результат априорного категориального синтеза:71—74, 77—79.
Знание даётся путём синтеза категорий и наблюдений. Кант впервые показал, что наше знание о мире не является пассивным отображением реальности; по Канту, оно возникает благодаря активной творческой деятельности бессознательной продуктивной силы воображения.
Наконец, описав эмпирическое применение рассудка (то есть применение его в опыте), Кант задаётся вопросом возможности чистого применения разума (рассудок, согласно Канту — низшая ступень разума, применение которой ограничивается сферой опыта). Здесь возникает новый вопрос: «Как возможна метафизика?». В результате исследования чистого разума Кант показывает, что разум, когда он пытается получить однозначные и доказательные ответы на собственно философские вопросы, неизбежно ввергает себя в противоречия; это означает, что разум не может иметь трансцендентного применения, которое позволило бы ему достигать теоретического знания о вещах в себе, поскольку, стремясь выйти за пределы опыта, он «запутывается» в паралогизмах и антиномиях (противоречиях, каждое из утверждений которых одинаково обосновано); разум в узком смысле — как противоположность оперирующему категориями рассудку — может иметь только регулятивное значение: быть регулятором движения мысли к целям систематического единства, давать систему принципов, которым должно удовлетворять всякое знание:86—99, 115—116.
| антиномии чистого разума | тезисы | антитезисы                                                                                              |
| ------------------------ | --- | --- |
| 1                        | «Мир имеет начало во времени и ограничен также в пространстве». | «Мир не имеет начала во времени и границ в пространстве; он бесконечен и во времени, и в пространстве». |
| 2                        | «Всякая сложная субстанция в мире состоит из простых частей, и вообще существует только простое или то, что сложено из простого».                                                      | «Ни одна сложная вещь в мире не состоит из простых частей, и вообще в мире нет ничего простого».        |
| 3                        | «Причинность по законам природы есть не единственная причинность, из которой можно вывести все явления в мире. Для объяснения явлений необходимо ещё допустить свободную причинность». | «Нет никакой свободы, всё совершается в мире только по законам природы».                                |
| 4                        | «К миру принадлежит или как часть его, или как его причина безусловно необходимая сущность».                                                                                           | «Нигде нет никакой абсолютно необходимой сущности — ни в мире, ни вне мира — как его причины».          |

Кант утверждает, что решение антиномий «никогда нельзя найти в опыте…»:108
Решением первых двух антиномий Кант считает выявление ситуации, при которой «сам вопрос не имеет смысла». Кант утверждает, как пишет И. С. Нарский, «что к миру вещей в себе вне времени и пространства свойства „начала“, „границы“, „простоты“ и „сложности“ не применимы, а мир явлений никогда не бывает нам дан во всей полноте именно как целостный „мир“, эмпирия же фрагментов феноменального мира вложению в эти характеристики не поддаётся…». Что касается третьей и четвёртой антиномий, то спор в них, согласно Канту «улаживается», если признать истинность их антитезисов для явлений и предположить (регулятивную) истинность их тезисов для вещей в себе. Таким образом, существование антиномий, по Канту, является одним из доказательств правоты его трансцендентального идеализма, противопоставившего мир вещей в себе и мир явлений:108—111.
Согласно Канту, всякая будущая метафизика, которая хочет быть наукой, должна принимать во внимание выводы его критики чистого разума.

### Этика и проблема религии
В «Основах метафизики нравственности» и «Критике практического разума» Кант излагает теорию этики. Практический разум в учении Канта — единственный источник принципов морального поведения; это разум, перерастающий в волю. Этика Канта автономна и априорна, она устремлена на должное, а не на сущее. Её автономность означает независимость моральных принципов от внеморальных доводов и оснований. Ориентиром для кантовской этики являются не фактические поступки людей, а нормы, вытекающие из «чистой» моральной воли. Это этика долга. В априоризме долга Кант ищет источник всеобщности моральных норм:126—129.
Категорический императив
Императив — правило, которое содержит «объективное принуждение к поступку»:131. Нравственный закон — принуждение, необходимость действовать вопреки эмпирическим воздействиям. А значит, он приобретает форму принудительного веления — императива.
Гипотетические императивы (относительные или условные императивы) говорят о том, что поступки эффективны для достижения определённых целей (например, удовольствия или успеха):131.
Принципы морали восходят к одному верховному принципу — категорическому императиву, предписывающему поступки, которые хороши сами по себе, объективно, безотносительно к какой-либо иной, кроме самой нравственности, цели:132 (например, требование честности). Категорический императив гласит:
- «поступай только согласно такой максиме, руководствуясь которой ты в то же время можешь пожелать, чтобы она стала всеобщим законом» [варианты: «поступай всегда так, чтобы максима (принцип) твоего поведения могла стать всеобщим законом (поступай так, как ты бы мог пожелать, чтобы поступали все)»];
- «поступай так, чтобы ты всегда относился к человечеству и в своём лице, и в лице всякого другого также, как к цели, и никогда не относился бы к нему только как к средству» [вариант формулировки: «относись к человечеству в своём лице (так же, как и в лице всякого другого) всегда как к цели и никогда — только как к средству»];
- «принцип воли каждого человека как воли, всеми своими максимами устанавливающей всеобщие законы»: следует «совершать всё, исходя из максимы своей воли как такой, которая могла бы также иметь предметом самое себя как волю, устанавливающую всеобщие законы».

Это три разных способа представлять один и тот же закон, и каждый из них объединяет в себе два других.
Существование человека «имеет в себе самом высшую цель…»; «… только нравственность и человечество, поскольку оно к ней способно, обладают достоинством», — пишет Кант:136.
Долг есть необходимость действия из уважения к нравственному закону:140—141.
В этическом учении человек рассматривается с двух точек зрения:
- человек как явление;
- человек как вещь в себе.

Поведение первого определено исключительно внешними обстоятельствами и подчиняется гипотетическому императиву. Поведение второго должно подчиняться категорическому императиву, высшему априорному моральному принципу. Таким образом, поведение может определяться и практическими интересами, и моральными принципами. Возникают две тенденции: стремление к счастью (удовлетворению некоторых материальных потребностей) и стремление к добродетели. Эти стремления могут противоречить друг другу, и так возникает «антиномия практического разума».
В качестве условий применимости категорического императива в мире явлений Кант выдвигает три постулата практического разума. Первый постулат требует полной автономии человеческой воли, её свободы. Этот постулат Кант выражает формулой: «Ты должен, значит ты можешь». Признавая, что без надежды на счастье у людей не хватило бы душевных сил исполнять свой долг вопреки внутренним и внешним препятствиям, Кант выдвигает второй постулат: «должно существовать бессмертие души человека». Антиномию стремления к счастью и стремления к добродетели Кант, таким образом, разрешает путём перенесения надежд личности в сверхэмпирический мир. Для первого и второго постулатов нужен гарант, а им может быть только Бог, значит, он должен существовать — таков третий постулат практического разума:148—154.
Автономность этики Канта означает зависимость религии от этики. Согласно Канту, «религия ничем не отличается от морали по своему содержанию»:159—160.

### Учение о праве и государстве
Государство — объединение множества людей, подчинённых правовым законам:164.
В учении о праве Кант развивал идеи французских просветителей: необходимость уничтожения всех форм личной зависимости, утверждение личной свободы и равенство перед законом. Юридические законы Кант выводил из нравственных. Кант признавал право на свободное высказывание своего мнения, но с оговоркой: «рассуждайте сколько угодно и о чём угодно, только повинуйтесь»:163, 165, 167, 170.
Государственные устройства не могут быть неизменными и меняются тогда, когда перестают быть необходимыми. И лишь республика отличается прочностью (закон самостоятелен и не зависит от какого-то отдельного лица).
В учении об отношениях между государствами Кант выступает против несправедливого состояния этих отношений, против господства в международных отношениях права сильного:176. Он высказывается за создание равноправного союза народов. Кант считал, что такой союз приближает человечество к осуществлению идеи вечного мира.

### Учение о целесообразности. Эстетика
В 1790 году, после написания «Критики чистого разума» (1781) и «Критики практического разума» (1788) Иммануил Кант создаёт ещё один труд, «Критику способности суждения». Именно он должен связать две предшествующие критики в одну систему философских суждений Канта.
Понятие целесообразности является одним из основных понятий в философии Канта и является критерием соответствия предмета с его целью, сущностью. В соответствии с понятием целесообразности способность суждения, согласно Канту, разделяется на рефлектирующую и определяющую. Если объективная с точки зрения целесообразности, определяющая способность суждения неразрывно связана с процессом познания окружающего мира и изучением его устройства, то рефлектирующая способность суждения не связана с понятием рассудка и представляет собой лишь обращение внимание на частности. Субъективная, рефлектирующая способность суждения, не связанная с научными методами, оказывается у Канта эстетической.
«Если общее (правило, принцип, закон) дано, то способность суждения, которая подводит под него особенное (и в том случае, если она в качестве трансцендентальной способности суждения априорно указывает условия, при которых только и может быть совершено это подведение) есть определяющая способность суждения; если же дано только особенное, для которого способность суждения должна найти общее, то эта способность есть рефлектирующая способность суждения».
Особым случаем целесообразности по Канту становится формальная целесообразность природы. Поскольку в природе нет цели, её следует рассматривать с точки зрения целесообразности её формы. Именно из-за своей бесцельности природа по Канту становится самым значимым объектом его эстетики.
В эстетике Кант различает два вида эстетических категорий — прекрасное и возвышенное. У Канта прекрасное выступает как «символ нравственно доброго». Возвышенное — это совершенство, связанное с безграничностью в силе (динамически возвышенное) или в пространстве (математически возвышенное).
«Представляя возвышенное в природе, душа ощущает себя взволнованной, тогда как при эстетическом суждении о прекрасном она находится в состоянии спокойного созерцания».

#### Понятие «гений» у Канта
В «Критике способности суждения» Иммануил Кант даёт определение гения в соответствии с его философской концепцией.
«Гений — это врождённая способность души (ingenium), посредством которой природа даёт искусству правила».
По Канту, прекрасное искусство есть такое искусство, которое одновременно представляется нам природой, также искусство является продуктом гения. Гений производит некую эстетическую идею, а идея, по Канту, это то, что-то, выходящее за пределы. Ответ на вопрос «на основании чего возможно производство эстетических идей?» находится в параграфах 49-50 «Критики способности суждения». Согласно Канту, рассудок, воображение и вкус могут быть присущи многим людям, в то время как дух присущ исключительно гению.
«Дух в эстетическом смысле — это оживляющий принцип в душе. То, посредством чего этот принцип оживляет душу, материал, который он для этого использует, есть то, что целесообразно приводит душевные способности в движение, то есть в такую игру, которая сама себя поддерживает и сама укрепляет необходимые для этого силы».
У гения, таким образом, становится свободным рассудок, гений становится свободным субъектом в производстве эстетических суждений.
Гений может существовать только в искусстве, в науке, по Канту, гениев нет. Наука представляется Канту знанием сугубо аккумулятивным, для которого не нужно обладать так называемым «духом» для совершения научного открытия, нужно изучить уже существующее знание и на основании этого делать новый шаг в науке.
Гений, по Канту, может производить исключительно шедевры. Таким образом, история искусства, по Канту, есть исключительно история шедевров.

### О человеке
Воззрения Канта на человека отражены в книге «Антропология с прагматической точки зрения» (1798). Главная её часть состоит из трёх разделов в соответствии с тремя способностями человека: познание, чувство удовольствия и неудовольствия, способность желать.
Человек — это «самый главный предмет в мире», так как у него есть самосознание.
Человек — это высшая ценность, это личность. Самосознание человека порождает эгоизм как природное свойство человека. Человек не проявляет его только тогда, когда рассматривает своё «Я» не как весь мир, а только как часть его. Нужно обуздывать эгоизм, контролировать разумом душевные проявления личности.
Человек может иметь неосознанные представления — «тёмные». Во мраке может протекать процесс рождения творческих идей, о которых человек может знать только на уровне ощущений.
От сексуального чувства (страсти) мутится разум. Но у человека на чувства и желания накладывается нравственная и культурная норма.
Анализу Канта подверглось такое понятие, как гений. «Талант к изобретению называют гением».

## Течения учения

### «Посткантианство»
Публикация основных трудов Канта вызвала в Германии интеллектуальное брожение. Кант не остался незамеченным, его читали, о нем спорили, им восторгались и сравнивали с новым Моисеем, Сократом и Лютером. Кантианство зародилось в 80-х гг XVIII века. Его первыми представителями стали Рейнгольд, который публикует «Письма о кантовской философии» (1786), а также Фихте, чья анонимная работа «Опыт критики всякого откровения» (1791) была воспринята публикой как кантовская. Сильными моментами Канта признавали его теорию познания и моральную философию. Однако сложный и запутанный язык философии Канта приводил к тому, что каждый из его последователей понимал его учение по-своему. Мысли Канта пробуждали собственные идеи, а антидогматический настрой и критический метод кантовской философии заставлял применять критику и в отношении самого Канта. Таким образом, на первых порах вместо стройной системы кантианства выросла немецкая классическая философия, одним из первых представителей которой стал кантианец Фихте. Своеобразной даже по меркам полиморфной немецкой классической философии была философия Артура Шопенгауэра, которую по многим показаниям можно считать кантианской. Последователи Канта создали собственные оригинальные концепции (гегельянство) и на какое-то время заслонили самого Канта, пока Либман не призвал немецких философов вернуться назад к Канту (1865).

### Неокантианство
Крупнейшими центрами неокантианства сделались немецкие города Марбург и Фрайбург, которые дали своё имя двум крупнейшим школам философии. Главным объектом критики неокантианства стало учение Канта об объективно существующей, но непознаваемой вещи в себе, которая стала интерпретироваться как «предельное понятие опыта». Таким образом устранялся дуализм кантовской философии. Неокантианство заявляет, что человек творит мир в своем воображении, что повлияло на формирование эмпириокритицизма.
В отличие от конкурирующего гегельянства, неокантианство было настроено на диалог с наукой. Его представители приветствовали первые научные исследования по психологии восприятия, поскольку они подтверждали учение Канта об априорных формах познания (Гельмгольц, Нельсон). Также неокантианство внесло значительный вклад в развитие научной методологии, отделив гуманитарное знание от естествознания. В его рамках зародилась такая философская наука как аксиология.
Соприкоснувшись с модными увлечениями социалистическими идеями, неокантианство породило концепцию этического социализма, нашедшего своё политическое выражение в австромарксизме (Адлер). Неокантианцы воспринимали социализм как недостижимый нравственный идеал общества, путь к которому лежит через постепенные социальные реформы.
Польский философ Ю. Бохеньский замечал, что географически неокантианство было замкнуто границами Германии и после прихода нацистов к власти (1933) оно подверглось гонениям, поскольку «большинство его представителей были еврейского происхождения» и придерживались социал-демократических убеждений (доктрина этического социализма).

### Кантианство в России
В 1867 году петербургский профессор М. И. Владиславлев вполне удовлетворительно перевел «Критику чистого разума». В последней четверти XIX в. в России появились поборники неокантианства. Наиболее выдающимися представителями неокантианства в России были А. И. Введенский и И. И. Лапшин.

## Комментарии
1. ↑  Этот вопрос Кант затем повторит в «Пролегоменах ко всякой будущей метафизике…».
2. ↑  Важно понимать наличие исторически сложившейся путаницы терминов субъект и объект. Кант рассуждает о предметах, то есть объектах (а субъект, соответственно, выносит суждения). Однако исторически в логике субъектом суждения называется подлежащее суждения, то есть то, что обозначает предмет, о котором что-либо говорится или мыслится. Предикатом называется языковое выражение, обозначающее свойство или отношение. Например, x (субъект) есть зелёный (предикат, выражающий свойство); x (субъект) находится между y и z (предикат, выражающий отношение). (См. Словарь по логике. — М.: Туманит, изд. центр ВЛАДОС. А. А. Ивин, А. Л. Никифоров. 1997.)